# Обершторха
Обершторха (нем. Oberstorcha) — коммуна в Австрии, в федеральной земле Штирия. 
Входит в состав округа Фельдбах.  Население составляет 607 человек (на 31 декабря 2005 года). Занимает площадь 8,79 км².

## Политическая ситуация
Бургомистр коммуны — Эмиль Шифермайер (GLO) по результатам выборов 2005 года.
Совет представителей коммуны (нем. Gemeinderat) состоит из 9 мест.
- Партия GLO занимает 4 места.
- АНП занимает 4 места.
- СДПА занимает 1 место.